# Lindingaspis buxtoni
Lindingaspis buxtoni är en insektsart som först beskrevs av Robert Malcolm Laing 1927.  Lindingaspis buxtoni ingår i släktet Lindingaspis och familjen pansarsköldlöss. Inga underarter finns listade i Catalogue of Life.